# Henri Smeets
Henricus Johannes Josephus Alphonsus (Henri) Smeets (Posterholt, 19 oktober 1895 – Heel, 1 december 1966) was een Nederlands burgemeester.
Hij werd geboren als zoon van Frans Jozef Ignatius Smeets (1868-1939) en Maria Anna Hubertina Gertrudis Ketels (1869-1931).  Hij begon zijn ambtelijke loopbaan als volontair bij de gemeentesecretarie van Posterholt waar zijn vader tot 1931 lange tijd gemeentesecretaris was. Later werd H.J.J.A. Smeets eerste ambtenaar ter secretarie in Asten. In 1920 trad hij in de voetsporen van zijn vader toen hij gemeentesecretaris van Zoeterwoude werd. In 1938 volgde zijn benoeming tot burgemeester van die gemeente. Smeets moest in januari 1945 onderduiken nadat het bevolkingsregister ontvreemd was maar na de bevrijding enkele maanden later kon hij terugkeren in zijn oude functie. Hij ging in 1960 met pensioen en overleed in 1966 op 71-jarige leeftijd.
In Zoeterwoude is naar hem de 'Burgemeester Smeetsweg' vernoemd. Zijn jongere broer Corneille Smeets was eveneens burgemeester.